# دریاچه مانتاسوآ
دریاچه مانتاسوآ (به لاتین: Lake Mantasoa) یک دریاچه در ماداگاسکار است که در آنالامانگا واقع شده‌است.